# Боргквист, Анна
Анна Боргквист (швед. Anna Borgqvist; 11 июня 1991, Векшё, Швеция) — шведская хоккеистка, игравшая на позиции нападающего. Выступала за шведские клубы: «Векшё Лейкерс», «Лександ», «Брюнес» и ХВ71. Завершила хоккейную карьеру в марте 2021 года. Игрок национальной сборной Швеции, в составе которой выступала на пяти чемпионатах мира (2011, 2013, 2015, 2016 и 2017) и на двух Олимпиадах (2014 и 2018). Сыграла более 100 матчей за национальную команду. В составе юниорской сборной Швеции становилась бронзовым призёром чемпионата мира до 18 лет (2009).

## Биография

### Ранние годы. Первая Олимпиада
Анна Боргквист родилась в городе Векшё. До семи лет играла в хоккей на улице, пока не была записана в школу «Векшё Лейкерс». Боргквист не нравилось фигурное катание; её отец, Ян Олоф, и старший брат, Тобиас, были хоккеистами. С 12-ти лет она начала играть за основную команду «Векшё Лейкерс» в первом дивизионе. Перед сезоном 2007/08, в котором «Лейкерс» должны были стартовать во вновь образованной женской лиге — Рикссериен, 15-летняя Боргквист была назначена помощником капитана команды. Она стала лучшим бомбардиром команды по итогам регулярного чемпионата и плей-офф. В ходе сезона она дебютировала за юниорскую и национальную сборные Швеции. Анна приняла участие в первом розыгрыше чемпионата мира до 18 лет. Шведки не сумели завоевать медали, заняв четвёртое место. Боргквист вместе с Мадлен Эстлинг стали лучшими в сборной по показателю полезности — «+7». После сезона 2007/08 «Векшё Лейкерс» прекратил выступление, и Анна перешла в другой клуб лиги — «Лександ». В свой первой сезон в новой команде она стала её лучшим снайпером и бомбардиром. Боргквист продолжила регулярно играть за сборную страны. В январе 2009 года она приняла участие в своём втором юниорском чемпионате мира. Анна заработала 4 (3+1) очка в 4-х матчах и помогла сборной завоевать бронзовые медали.
В сезоне 2009/10 результативность Боргквист существенно выросла. За 22 сыгранных матча она заработала 36 (14+22) результативных балла. Несмотря на высокую эффективность в атаке, Анна не вошла в окончательный состав сборной Швеции на Зимние Олимпийские игры 2010 в Ванкувере. В следующем году из-за травм Анна не сумела повторить прошлогоднюю результативность. Она регулярно играла международные матчи и в апреле 2011 года приняла участие в своём первом чемпионате мира. Летом 2011 года она переехала в Евле и начала играть за клуб «Брюнес». До конца года Боргквист сделала операцию на крестообразных связках, из-за которой не играла до января 2012 года. Она завершила сезон только пятой в списке бомбардиров своей команды. В плей-офф «Брюнес» вышел в финал, где проиграл МОДО со счётом 0:1. В апреле Анна не попала в заявку на чемпионат мира 2012. В следующим чемпионате Боргквист вновь принимала участие в финале, но клуб из Евле опять не сумел выиграть трофей. Она сыграла на своём втором чемпионате мира, который проходил в Оттаве. На турнире Боргквист стала лучшей в шведской сборной по количеству результативных передач — 3. Перед сезоном 2013/14 Анна была назначена ассистентом капитана в «Брюнесе». В регулярном чемпионате она установила личный рекорд результативности, набрав 41 (19+22) очко. При этом она стала хоккеисткой, набравшей наибольшее количество штрафных минут — 67. Боргквист проводила большое количество международных матчей в рамках подготовки к Играм, и в итоге была включена в заявку шведской сборной. На турнире она сыграла в 6-ти матчах, в которых набрала 4 (2+2) балла за результативность. Шведки боролись за бронзовые медали, но уступили третье место сборной Финляндии. До участия на Олимпиаде Анна помимо спортивной деятельности работала заместителем воспитателя в детском саду.

### Вторая Олимпиада. Завершение карьеры
В сезоне 2014/15 Боргквист вновь стала лучшим бомбардиром «Брюнеса». Она сыграла на чемпионате мира 2015, который стал для неё лучшим среди крупных международных турниров. В четырёх матчах мирового первенства она заработала 8 (4+4) очков, заняв в списке лучших бомбардиров турнира 3-е место и уступив только американкам, Брианне Декер и Хилари Найт. В августе 2015 года Анна продлила контракт с «Брюнесом». Сезон 2015/16 сложился для Боргквист неудачно: она показала свою худшую результативность в Рикссериен за 8 лет. Причиной снижения показателей стала хроническая травма коленей, на которые Анна к 24-м годам провела 5 операций. В апреле 2016 она сыграла на своём очередном чемпионате мира, который завершился для сборной Швеции вне призового места. В сезоне 2016/17 Боргквист восстановилась от повреждений и вернула себе звание лучшего бомбардира «Брюнеса», заработав 36 (14+22) результативных баллов. В конце марта она отправилась на свой пятый чемпионат мира, впервые исполняя роль помощника капитана в сборной. На данном турнире Боргквист единственный раз в карьере осталась без набранных очков на мировых первенствах. По окончании сезона 2016/17 она закончила университет и получила диплом учителя. Боргквист работала в программе «Брюнеса» — «Хороший старт», направленной на работу с детьми и молодёжью. Благодаря трудовой деятельности в клубе, Анна не завершила хоккейную карьеру и не стала работать учителем на полной ставке.
В сезоне 2017/18 Боргквист готовилась сыграть на своей второй Олимпиаде. Она стала одной из трёх игроков «Брюнеса», вошедших в окончательную заявку сборной Швеции на Игры. Анна продолжила исполнять роль ассистента капитана в национальной команде. На хоккейном турнире в Пхёнчхане Боргквист набрала 3 (1+2) очка в 6-ти матчах. Шведки выступили неудачно, опередив только хозяек Игр, победив их в матче за 7-е место. По завершении сезона она объявила, что прекращает выступать за сборную из-за плохих условий, организуемых Шведской хоккейной ассоциацией. Она также покинула «Брюнес», за который отыграла 7 сезонов, и перешла в свою бывшую команду — «Лександ». В сезоне 2018/19 Анна стала лучшим бомбардиром своей команды, заработав 32 (7+25) очка в 36-ти играх. Однако, она не стала продлевать контракт с «Лександом», а вместе с другим лидером команды, Даниэлой Стоун, перешла в клуб ХВ71. Боргквист продолжила показывать высокий уровень игры в новом клубе. По окончании сезона 2019/20 Анна задумывалась об окончании карьеры, но всё-таки продлила контракт с ХВ71 ещё на один год. В регулярном чемпионате Боргквист заработала только 12 (3+9) очков и в марте 2021 года объявила о завершении карьеры. По словам нападающей, у неё нет больше ни моральных, ни физических сил продолжать играть в хоккей. После завершения карьеры она планировала жить в Стокгольме и возможно в будущем стать хоккейным тренером.

## Стиль игры
Анна Боргквист демонстрировала «умный хоккей» и обладала всеми навыками нападающего. Она отличалась способностью брать на себя игру в решающие моменты матчей.

## Статистика
| Легенда | Легенда                    | Легенда | Легенда                   | Легенда | Легенда    |
| ------- | -------------------------- | ------- | ------------------------- | ------- | ---------- |
| И       | Количество проведённых игр | Штр     | Штрафное время            | +/−     | Плюс-минус |
| Г       | Голы                       | П       | Голевые передачи          | О       | Очки       |
| -       | Статистика неизвестна      | —       | Статистика не учитывалась |         |            |

### Международная
По данным: Eurohockey.com и Eliteprospects.com

## Достижения
Командные
| Год  | Команда         | Достижение                                  | Достижение |
| ---- | --------------- | ------------------------------------------- | ---------- |
| 2009 | Швеция (юниор.) | Бронзовый призёр юниорского чемпионата мира |            |

- По данным Eliteprospects.com.